# Titus Oates (menedare)
Titus Oates, född den 15 september 1649, död den 12 juli 1705, var en engelsk äventyrare och angivare, känd för att ha uppdiktat The Popish Plot.
Oates var son till en anabaptistisk predikant, som sedermera en tid var präst inom episkopalkyrkan. Han prästvigdes och blev faderns predikobiträde, men gjorde sig 1674 omöjlig genom en ärerörig falsk angivelse. Han blev därpå kaplan åt protestanterna bland den katolske tigens av Norfolkusfolk och började som sådan i angivarsyfte spionera på sin katolska omgivning. I samförstånd med en överspänd anglikansk präst, Israel Tonge, övergick han 1677 till katolska kyrkan och besökte jesuitkollegierna i Valladolid och Saint Omer. Fördriven från båda, återvände Oates sommaren 1678 till hemlandet och hopsatte i samråd med Tonge en detaljerad angivelseskrift om en förment romersk-katolsk sammansvärjning mot Karl II:s liv. Jämte en del sanna uppgifter och iakttagelser förekom bland Oates bevismaterial uppdiktade påståenden och förfalskade dokument i stor omfattning. 
Kungen själv, som genom en av sina förtrogna, Christopher Kirkby, i augusti samma år fick del av angivelserna, trodde inte på denna äventyrliga historia om ett jesuitmöte, varvid beslut skulle ha fattats om hans undanröjande genom ett par jesuiter och några lejda banditer, varefter skulle följa en fransk invasion på Irland, massaker på protestanterna och jesuitiskt skräckvälde under hertigens av York spira. I rådet fann man däremot Oates angivelser sannolika, och då den domare, inför vilken Oates framlagt angivelserna, sir Edmund Berry Godfrey, den 12 oktober plötsligt avled (osäkert om han blev mördad eller begick självmord), uppstod en allmän panik, under vilken även de orimligaste rykten vann tilltro. 
Häktningar i mängd företogs, parlamentet tog upp saken med feberaktig iver, nya menedarvittnen framträdde, Oates utgav upphetsande skrifter om saken, och innan processraseriet 1681 lade sig, beräknas han ha medverkat till 35 justitiemord. Hans försök att inveckla drottningen i komplotten (hon skulle ha vetat om sin livläkares påstådda plan att förgifta kungen) strandade dock genom Karl II:s ingripande (1679), men Oates, vars falskhet så småningom började avslöjas, fick behålla den pension han undfått, tills han 1684 ådömdes höga böter och, då han inte kunde betala dem, insattes i fängelse för ogrundade anklagelser mot hertigen av York. Efter dennes tronbestigning, 1685, dömdes Oates för mened till livstids fängelse och periodiskt upprepat hårt kroppsstraff. 
Efter 1688 års statsvälvning frigavs Oates, erhöll formlig benådning och till och med pension, verkade från 1698 som baptistpredikant, men uteslöts 1701 till följd av finansiella förseelser ur baptistförsamlingen.